# Rolf Arland
Rolf Arland (* 4. März 1922 in München; † 10. Februar 2015 in Gilching; eigentlich Hans Heinz Mühlbauer) war ein deutscher Komponist, der gelegentlich auch unter dem Pseudonym Lothar Birk in Erscheinung trat.

## Leben
Er studierte Klavier und war nach dem Zweiten Weltkrieg Angestellter der Münchner Stadtverwaltung. Der Pianist betätigte sich nebenberuflich als Musiker und begann Anfang der 1960er-Jahre eigene Kompositionen zu verfassen.
Nach ersten Erfolgen mit volkstümlichen Titeln entdeckte er bei einem Konzert in Augsburg den damaligen Rock-Musiker Roy Black, den er mit den Hits Du bist nicht allein und Ganz in Weiß zum Schlagerstar machte. Mit Die Maschen der Mädchen verhalf er 1968 auch Chris Roberts zum Durchbruch. Der Klarinettist und Komponist Henry Arland ist sein Sohn, der Entertainer Maxi Arland und Hansi Arland, Lead-Sänger der Band Sunrise Tribe, Komponist, Arrangeur, Tontechniker, sind seine Enkel.

## Titel (Auswahl)

Label der Single Ganz in Weiß von Roy Black, 1966

- 1962: Die große Nummer wird gemacht (Interpretation: Ralf Bendix)
- 1963: Der Schatz im Silbersee (Interpretation: Medium Terzett)
- 1965: Du bist nicht allein (Interpretation: Roy Black)
- 1966: Ganz in Weiß (Interpretation: Roy Black)
- 1966: Gute Freunde kann niemand trennen (Interpretation: Franz Beckenbauer)
- 1967: Goodnight My Love (Interpretation: Roy Black)
- 1968: Du bist da (Interpretation: Roy Black)
- 1968: Ich denk an dich (Interpretation: Roy Black)
- 1968: Die Maschen der Mädchen (Interpretation: Chris Roberts)
- 1968: Das Mädchen Carina (Interpretation: Roy Black)
- 1969: Mein schönster Traum (Interpretation: Roy Black)
- 1970: Du bist nicht mit Gold zu bezahlen (Interpretation: Chris Roberts)
- 1970: Ich hab’ geträumt, das Glück kam heut’ zu mir (Interpretation: Roy Black)
- 1972: Ich glaube an dich (Interpretation: Roy Black)
- 1973: Ich will dich nicht verlieren (Interpretation: Roy Black)